# Västra Ämterviks landskommun
Västra Ämterviks landskommun var tidigare en kommun i Värmlands län.

## Administrativ historik
Västra Ämterviks landskommun inrättades den 1 januari 1863 i Västra Ämterviks socken i Fryksdals härad i Värmland  när 1862 års kommunalförordningar trädde i kraft.
I samband med kommunreformen 1952 gick landskommunen, tillsammans med Östra Ämtervik upp i Sunne landskommun och Stora Sunne landskommun bildades. 
Området är sedan 1971 en del av den nuvarande Sunne kommun.

## Kommunvapen
Västra Ämterviks landskommun förde inte något vapen.

## Politik

### Mandatfördelning i valen 1938-1946
| 7 | 4 | 6 | 3 |

| 20 |

| 6 | 1 | 5 | 6 | 2 |

| 20 |

| 5 | 9 | 5 | 1 |

| 19 |